# Johann Heinrich Leich
Johann Heinrich Leich (* 6. März 1720 in Leipzig; † 10. Mai 1750 ebenda) war ein deutscher Klassischer Philologe, Bibliograf und Hochschullehrer.

## Leben
Leich studierte an der Universität Leipzig. Dort erlangte er 1740 den Bakkalaureusgrad und 1742 den Magistergrad. Anschließend lehrte er an der Leipziger Universität als Privatdozent. 1748 erhielt er eine Stelle als außerordentlicher Professor der Philosophie. Kurz vor seinem Tod, 1750, wurde er auf die Stelle als ordentlicher Professor der Lateinischen Sprache und der Griechischen Sprache berufen. Er stand mit verschiedenen deutschen und italienischen Gelehrten im Kontakt und verglich zahlreiche Handschriften, wobei er diverse Fehler durch die Abschriften aufdeckte.
Leich war Mitglied der Accademia delle Scienze dell’Istituto di Bologna.

## Schriften (Auswahl)

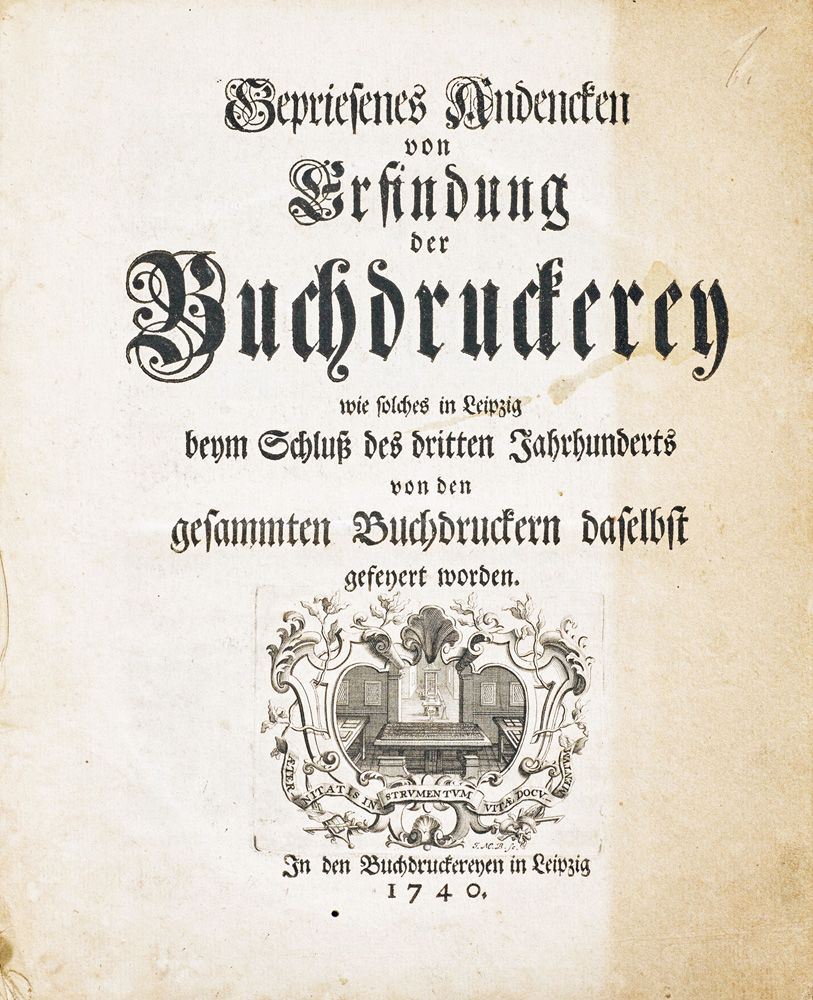
Titel zu Buchdruckerey

- De origine et incrementis typographiae Lipsiensis, Bernhard Christoph Breitkopf, Leipzig 1740.
- Gepriesenes Andencken von Erfindung der Buchdruckerey, wie solches in Leipzig beym Schluß des dritten Jahrhunderts von den gesammten Buchdruckern daselbst gefeyert worden. Johann Christian Langenheim, Leipzig 1740
- Sepulcralia Carmina Ex Anthologia M. S. Graecorum Epigrammatum Delecta Cum Versione Latina Et Notis, Leipzig 1745.
- Diatribe In Photii Bibliothecam, Saalbach, Leipzig 1748.
- als Herausgeber: Basilius Faber: Thesaurus eruditionis scholasticae, 2 Bände, Johann Friedrich Gleditsch, Frankfurt u. Leipzig, 1749
- mit Johann Jacob Reiske (Hrsg.): Constantini Porphyrogenneti Imperatoris Constantinopolitani libri duo De Cerimoniis Aulae Byzantinae, 2 Bände, Johann Friedrich Gleditsch, Leipzig 1751 und 1754.